# Cristian Brolli
Cristian Brolli (28 febbraio 1992) è un calciatore sammarinese, difensore della Folgore e della nazionale sammarinese.

## Caratteristiche tecniche
Può giocare come terzino sinistro o come difensore centrale. In nazionale gioca come difensore centrale.

## Carriera

### Club
Ha giocato in Serie D nella Sammaurese; in seguito ha giocato nel campionato sammarinese.

### Nazionale
Con la nazionale Under-21 ha giocato 8 partite di qualificazione agli Europei di categoria.
L'11 settembre 2012 ha esordito con la nazionale maggiore, nella sconfitta 6-0 con il Montenegro.

## Statistiche

### Cronologia presenze e reti in nazionale
| Cronologia completa delle presenze e delle reti in nazionale ― San Marino | Cronologia completa delle presenze e delle reti in nazionale ― San Marino | Cronologia completa delle presenze e delle reti in nazionale ― San Marino | Cronologia completa delle presenze e delle reti in nazionale ― San Marino | Cronologia completa delle presenze e delle reti in nazionale ― San Marino | Cronologia completa delle presenze e delle reti in nazionale ― San Marino | Cronologia completa delle presenze e delle reti in nazionale ― San Marino | Cronologia completa delle presenze e delle reti in nazionale ― San Marino |
| Data                                                                      | Città                                                                     | In casa                                                                   | Risultato                                                                 | Ospiti                                                                    | Competizione                                                              | Reti                                                                      | Note                                                                      |
| ------------------------------------------------------------------------- | ------------------------------------------------------------------------- | ------------------------------------------------------------------------- | ------------------------------------------------------------------------- | ------------------------------------------------------------------------- | ------------------------------------------------------------------------- | ------------------------------------------------------------------------- | ------------------------------------------------------------------------- |
| 14-8-2012                                                                 | Serravalle                                                                | San Marino                                                                | 2 – 3                                                                     | Malta                                                                     | Qual. Euro 2012                                                           | -                                                                         | 46’                                                                       |
| 11-9-2012                                                                 | Serravalle                                                                | San Marino                                                                | 0 – 6                                                                     | Montenegro                                                                | Qual. Mondiali 2014                                                       | -                                                                         | 84’                                                                       |
| 12-10-2012                                                                | Londra                                                                    | Inghilterra                                                               | 5 – 0                                                                     | San Marino                                                                | Qual. Mondiali 2014                                                       | -                                                                         |                                                                           |
| 8-6-2014                                                                  | Serravalle                                                                | San Marino                                                                | 0 – 3                                                                     | Albania                                                                   | Amichevole                                                                | -                                                                         |                                                                           |
| 8-9-2014                                                                  | Serravalle                                                                | San Marino                                                                | 0 – 2                                                                     | Lituania                                                                  | Qual. Euro 2016                                                           | -                                                                         |                                                                           |
| 9-10-2014                                                                 | Londra                                                                    | Inghilterra                                                               | 5 – 0                                                                     | San Marino                                                                | Qual. Euro 2016                                                           | -                                                                         |                                                                           |
| 14-10-2014                                                                | Serravalle                                                                | San Marino                                                                | 0 – 4                                                                     | Svizzera                                                                  | Qual. Euro 2016                                                           | -                                                                         |                                                                           |
| 15-11-2014                                                                | Serravalle                                                                | San Marino                                                                | 0 – 0                                                                     | Estonia                                                                   | Qual. Euro 2016                                                           | -                                                                         |                                                                           |
| 27-3-2015                                                                 | Lubiana                                                                   | Slovenia                                                                  | 6 – 0                                                                     | San Marino                                                                | Qual. Euro 2016                                                           | -                                                                         |                                                                           |
| 14-6-2015                                                                 | Tallinn                                                                   | Estonia                                                                   | 2 – 0                                                                     | San Marino                                                                | Qual. Euro 2016                                                           | -                                                                         |                                                                           |
| 5-9-2015                                                                  | Serravalle                                                                | San Marino                                                                | 0 – 6                                                                     | Inghilterra                                                               | Qual. Euro 2016                                                           | -                                                                         |                                                                           |
| 8-9-2015                                                                  | Vilnius                                                                   | Lituania                                                                  | 2 – 1                                                                     | San Marino                                                                | Qual. Euro 2016                                                           | -                                                                         |                                                                           |
| 12-10-2015                                                                | Serravalle                                                                | San Marino                                                                | 0 – 2                                                                     | Slovenia                                                                  | Qual. Euro 2016                                                           | -                                                                         |                                                                           |
| 4-6-2016                                                                  | Fiume                                                                     | Croazia                                                                   | 10 – 0                                                                    | San Marino                                                                | Amichevole                                                                | -                                                                         |                                                                           |
| 4-9-2016                                                                  | Serravalle                                                                | San Marino                                                                | 0 – 1                                                                     | Azerbaigian                                                               | Qual. Mondiali 2018                                                       | -                                                                         |                                                                           |
| 11-10-2016                                                                | Oslo                                                                      | Norvegia                                                                  | 4 – 1                                                                     | San Marino                                                                | Qual. Mondiali 2018                                                       | -                                                                         |                                                                           |
| 11-11-2016                                                                | Serravalle                                                                | San Marino                                                                | 0 – 8                                                                     | Germania                                                                  | Qual. Mondiali 2018                                                       | -                                                                         | 83’                                                                       |
| 19-3-2017                                                                 | Serravalle                                                                | San Marino                                                                | 0 – 2                                                                     | Moldavia                                                                  | Amichevole                                                                | -                                                                         |                                                                           |
| 10-6-2017                                                                 | Norimberga                                                                | Germania                                                                  | 7 – 0                                                                     | San Marino                                                                | Qual. Mondiali 2018                                                       | -                                                                         | 87’                                                                       |
| 5-10-2017                                                                 | Serravalle                                                                | San Marino                                                                | 0 – 8                                                                     | Norvegia                                                                  | Qual. Mondiali 2018                                                       | -                                                                         |                                                                           |
| 8-10-2017                                                                 | Plzeň                                                                     | Rep. Ceca                                                                 | 5 – 0                                                                     | San Marino                                                                | Qual. Mondiali 2018                                                       | -                                                                         |                                                                           |
| 11-9-2018                                                                 | Serravalle                                                                | San Marino                                                                | 0 – 3                                                                     | Lussemburgo                                                               | UEFA Nations League 2018-2019 - 1º turno                                  | -                                                                         |                                                                           |
| 12-10-2018                                                                | Chișinău                                                                  | Moldavia                                                                  | 2 – 0                                                                     | San Marino                                                                | UEFA Nations League 2018-2019 - 1º turno                                  | -                                                                         |                                                                           |
| 11-6-2019                                                                 | Nur-Sultan                                                                | Kazakistan                                                                | 4 – 0                                                                     | San Marino                                                                | Qual. Euro 2020                                                           | -                                                                         |                                                                           |
| 6-9-2019                                                                  | Serravalle                                                                | San Marino                                                                | 0 – 4                                                                     | Belgio                                                                    | Qual. Euro 2020                                                           | -                                                                         |                                                                           |
| 10-10-2019                                                                | Bruxelles                                                                 | Belgio                                                                    | 9 – 0                                                                     | San Marino                                                                | Qual. Euro 2020                                                           | -                                                                         |                                                                           |
| 13-10-2019                                                                | Glasgow                                                                   | Scozia                                                                    | 6 – 0                                                                     | San Marino                                                                | Qual. Euro 2020                                                           | -                                                                         |                                                                           |
| 16-11-2019                                                                | Serravalle                                                                | San Marino                                                                | 1 – 3                                                                     | Kazakistan                                                                | Qual. Euro 2020                                                           | -                                                                         |                                                                           |
| 5-9-2020                                                                  | Gibilterra                                                                | Gibilterra                                                                | 1 – 0                                                                     | San Marino                                                                | UEFA Nations League 2020-2021 - 1º turno                                  | -                                                                         |                                                                           |
| 7-10-2020                                                                 | Lubiana                                                                   | Slovenia                                                                  | 4 – 0                                                                     | San Marino                                                                | Amichevole                                                                | -                                                                         |                                                                           |
| 13-10-2020                                                                | Eschen                                                                    | Liechtenstein                                                             | 0 – 0                                                                     | San Marino                                                                | UEFA Nations League 2020-2021 - 1º turno                                  | -                                                                         |                                                                           |
| 11-11-2020                                                                | Serravalle                                                                | San Marino                                                                | 0 – 3                                                                     | Lettonia                                                                  | Amichevole                                                                | -                                                                         |                                                                           |
| 14-11-2020                                                                | Serravalle                                                                | San Marino                                                                | 0 – 0                                                                     | Gibilterra                                                                | UEFA Nations League 2020-2021 - 1º turno                                  | -                                                                         | 29’                                                                       |
| 25-3-2021                                                                 | Londra                                                                    | Inghilterra                                                               | 5 – 0                                                                     | San Marino                                                                | Qual. Mondiali 2022                                                       | -                                                                         |                                                                           |
| 28-3-2021                                                                 | Serravalle                                                                | San Marino                                                                | 0 – 3                                                                     | Ungheria                                                                  | Qual. Mondiali 2022                                                       | -                                                                         |                                                                           |
| 31-3-2021                                                                 | Serravalle                                                                | San Marino                                                                | 0 – 2                                                                     | Albania                                                                   | Qual. Mondiali 2022                                                       | -                                                                         | 55’                                                                       |
| 28-5-2021                                                                 | Cagliari                                                                  | Italia                                                                    | 7 – 0                                                                     | San Marino                                                                | Amichevole                                                                | -                                                                         | 51’                                                                       |
| 5-9-2021                                                                  | Serravalle                                                                | San Marino                                                                | 1 – 7                                                                     | Polonia                                                                   | Qual. Mondiali 2022                                                       | -                                                                         |                                                                           |
| 8-9-2021                                                                  | Tirana                                                                    | Albania                                                                   | 5 – 0                                                                     | San Marino                                                                | Qual. Mondiali 2022                                                       | -                                                                         |                                                                           |
| 9-10-2021                                                                 | Varsavia                                                                  | Polonia                                                                   | 5 – 0                                                                     | San Marino                                                                | Qual. Mondiali 2022                                                       | -                                                                         |                                                                           |
| Totale                                                                    |                                                                           | Presenze                                                                  | 40                                                                        |                                                                           | Reti                                                                      | 0                                                                         |                                                                           |

| Cronologia completa delle presenze e delle reti in nazionale(partite non ufficiali) ― San Marino | Cronologia completa delle presenze e delle reti in nazionale(partite non ufficiali) ― San Marino | Cronologia completa delle presenze e delle reti in nazionale(partite non ufficiali) ― San Marino | Cronologia completa delle presenze e delle reti in nazionale(partite non ufficiali) ― San Marino | Cronologia completa delle presenze e delle reti in nazionale(partite non ufficiali) ― San Marino | Cronologia completa delle presenze e delle reti in nazionale(partite non ufficiali) ― San Marino | Cronologia completa delle presenze e delle reti in nazionale(partite non ufficiali) ― San Marino | Cronologia completa delle presenze e delle reti in nazionale(partite non ufficiali) ― San Marino |
| Data                                                                                             | Città                                                                                            | In casa                                                                                          | Risultato                                                                                        | Ospiti                                                                                           | Competizione                                                                                     | Reti                                                                                             | Note                                                                                             |
| ------------------------------------------------------------------------------------------------ | ------------------------------------------------------------------------------------------------ | ------------------------------------------------------------------------------------------------ | ------------------------------------------------------------------------------------------------ | ------------------------------------------------------------------------------------------------ | ------------------------------------------------------------------------------------------------ | ------------------------------------------------------------------------------------------------ | ------------------------------------------------------------------------------------------------ |
| 31-5-2017                                                                                        | Empoli                                                                                           | Italia                                                                                           | 8 – 0                                                                                            | San Marino                                                                                       | Amichevole                                                                                       | -                                                                                                |                                                                                                  |
| Totale                                                                                           |                                                                                                  | Presenze                                                                                         | 1                                                                                                |                                                                                                  | Reti                                                                                             | 0                                                                                                |                                                                                                  |

## Palmarès

### Club

#### Competizioni regionali
- Eccellenza: 1

Sammaurese: 2014-2015 (girone B)